# 나는 아직도 당신이 궁금하여 자다가도 일어납니다
《나는 아직도 당신이 궁금하여 자다가도 일어납니다》는 2016년에 제작한 대한민국의 단편 영화이다.

## 캐스팅
- 강봉성 : 봉성 역
- 박지수 : 지수 역
- 황순원 : 순원 역
- 요조 : 할머니 역
- 황미영 : 대가족 엄마 역
- 조자현 : 대가족 아빠 역
- 김재웅 : 대가족 삼촌 역
- 최혜미 : 대가족 삼촌 여자친구 역
- 김만두 : 대가족 조카 역